# Novotinea klimeschi
Novotinea klimeschi is een vlinder uit de familie echte motten (Tineidae). De wetenschappelijke naam is voor het eerst geldig gepubliceerd in 1940 door Rebel.
De soort komt voor in Europa.